# Xã North Abington, Quận Lackawanna, Pennsylvania
Xã North Abington (tiếng Anh: North Abington Township) là một xã thuộc quận Lackawanna, tiểu bang Pennsylvania, Hoa Kỳ. Năm 2010, dân số của xã này là 703 người.